# Volcán Cabalian
El volcán Cabalían o el monte Cantayóctoc (Kabalianon: Bukid Kantayoktok) es un volcán activo situado en el pueblo homónimo en la provincia de Leyte del Sur (Región VIII) en Filipinas.

## Características físicas
El Instituto Filipino de Vulcanología y Sismología (PHIVOLCS) clasifica al Cabalían como activo con actividad solfatérica. La datación por radiocarbono de un depósito de flujo piroclástico del volcán estimó que la última erupción se produjo en 1820 +/- 30 años.
El volcán de cono de ceniza tiene una elevación de 945 metros y un diámetro de base de 8,5 kilómetros. El tipo de roca predominante es la andesita. Además de las solfataras, otros elementos termales presentes son las fuentes termales situadas en el flanco este y oeste del volcán. La fuente termal de Maínit, en el municipio de Anahawan, en Leyte del Sur, tiene una temperatura de 63,4-63,9 °C (146,1-147,0 °F).

### Lago Cabalían
El lago Cabalían (lago Dánao) es un lago de 500 m de ancho que ocupa el cráter de la cumbre del volcán. La elevación de la superficie del lago es de 733 metros. Este lago se confunde a menudo con el lago Dánao, situado cerca de la ciudad de Órmoc, en la provincia de Leyte.